# Базарный, Владимир Филиппович
Владимир Филиппович Базарный (4 мая 1942, Юрковцы, Талалаевский район, Сумская область, УССР, СССР — 10 января 2022, Пушкино) — российский учёный, врач, педагог. Доктор медицинских наук; Почётный работник общего образования Российской Федерации.

## Биография
Родился 4 мая 1942 года в селе Юрковцы Талалаевского района Сумской области УССР в семье крестьянки Анастасии Ивановны и сельского учителя Филиппа Максимовича Базарного. Отец был на фронте, семья пережила оккупацию. После войны семья переехала в сибирский город Тайшет, где Владимир Базарный получил среднее образование во 2-й школе города.
После окончания школы учился во Всесоюзном заочном университете народного творчества имени Крупской в Москве, затем — курс в Иркутском военно-техническом авиационном училище.
В 1966 году окончил с отличием Красноярский государственный медицинский институт по специальности врача-офтальмолога.
Работал хирургом, затем заведующим отделением в красноярской краевой детской офтальмологической больнице. Сделал более 6 тысяч операций. Хирург высшей квалификации. В 1977—1991 годах руководил единственной в стране лабораторией сенсорных систем (органов чувств) в НИИ медицинских проблем Севера Сибирского отделения АМН СССР.
С 1991 года по приглашению руководства Московской области возглавил Научно-внедренческую лабораторию физиолого-здравоохранительных проблем образования администрации Московской области (г. Сергиев Посад).
Являлся научным руководителем программ Российского Союза за здоровое развитие детей.
Скончался 10 января 2022 года от последствий ишемического инсульта.

### Научная деятельность
Более 30 лет посвятил научному и практическому решению проблемы гармоничного развития ребёнка в системе образования.
В 1986 году постановлением № 2 Пленума Научного Совета № 37 АМН СССР результаты исследований В. Ф. Базарного были признаны научным открытием, а разработанную им «Систему массовой профилактики близорукости и нарушений осанки у детей и подростков» Министерству просвещения и Академии педагогических наук СССР было рекомендовано включить в соответствующие положения реформы общеобразовательной школы.
Разработчик нового направления в науке и образовании — здоровьеразвивающей педагогики.
Автор собственной педагогической системы — т. н. системы Базарного, в разной степени использующейся сегодня в большинстве регионов России, в частности, в Белгородской области, в Республике Коми и в Ставропольском крае. На государственном уровне здоровьеразвивающие технологии Базарного внедряются в республике Азербайджан. Программа утверждена министерством здравоохранения РСФСР в 1989 году как «Массовая первичная профилактика школьных форм патологии, или развивающие здоровье принципы конструирования учебно-познавательной деятельности в детских садах и школах».
Разработанная Владимиром Базарным учебная мебель «конторка» (конторка Базарного) и связанное с нею обучение в режиме «динамических поз» включены в СанПиНы 2.4.2.2821-10 «Санитарно-эпидемиологические требования к условиям и организации обучения в общеобразовательных учреждениях».

### Учебная мебель «Конторка» (конторка Базарного)
Наклонная парта для размещения одного учащегося стоя. Высота конторки регулируется в зависимости от роста ребенка. Оптимальный угол наклона столешницы конторки 15-17 градусов.
Допускается замена конторок на наклонные столешницы, которые должны размещаться на партах с противоположной от окна стороны.

### Другие известные изобретения
- Зрительно-вестибулярный тренажёр «ЗЕВС»
- Зрительно-вестибулярный тренажёр «Система Универсальных Символов»
- Экологическое панно
- Сенсорно-дидактические подвесные кресты

### Методика Базарного
- Режим динамических поз. Базарный не рекомендует стоять или сидеть дольше 25 минут, а средним — но необязательным — интервалом называет промежуток в 15 минут. Пример: выполнив задание учителя, ученик встаёт. Сменив позу сидения на позу стояния, ребёнок отдыхает, а учитель может ориентироваться, как быстро дети справляются с учебной задачей.

«Самым важным здесь является воспитать у ребенка способность слышать потребности своего тела. Он и только он должен и может решать сам, сколько минут ему следует постоять за конторкой, а сколько посидеть за столом» (Из рекомендаций)
- Использование зрительных тренажёров.
- Передвижение по классу. Учитель приглашает детей пройти к разным местам класса (к своему столу, к доске, к карте, к выставке книг и т. д.) и организует там выполнение заданий по группам.
- Учитель ведёт урок в разных частях класса. В классе висят несколько планшетных и магнитных досок, на которые прикрепляются задания. Учитель в течение урока переходит от одной доски к другой. Обучающиеся вынуждены поворачиваться вслед за учителем, вращать головой, глазами.
- Использование игровой зоны. Игровая зона располагается в задней части класса, на ковре. Учитель приглашает детей на поляну, собрать ягодки с примерами, прочитать слова, отгадать загадки, отдохнуть, послушать музыку для релаксации.
- «Экологический календарь». Пример одной из школ: на задней стене классной комнаты изображён пейзаж местности (фотообои). Учитель помещает в этот пейзаж необходимый учебный материал, приглашает детей пройти к пейзажу и прочитать, например, прикреплённые там математические выражения, словарные слова, изученные буквы. Изменение структуры урока в пользу двигательной активности приводит к повышению эффективности и качества обучения.

### Раздельное обучение девочек и мальчиков
Базарный поддерживает идею раздельного обучения девочек и мальчиков
«Смешение мальчиков и девочек в детсадах и школах по календарному возрасту — вещь непростительная. Девочки в начале обучения на 2-3 года духовно и физически опережают по своему развитию мальчиков. Исследования показали, что если мальчики оказываются окружёнными более сильными девочками, то у одних мальчиков формируются женские черты характера, у других складывается комплекс невротического неудачника». (В. Базарный)
Мальчики и девочки изучают одну и ту же учебную программу разными темпами, часто по другому строится и сам урок. В «девчоночьих» классах учителя рекомендуют с осторожностью проводить соревнования, потому что эмоциональные девочки остро реагируют на неудачу, если проигрывают. Мальчиков, наоборот, соревнование может подстегнуть, заставить быстрее думать, находить правильный ответ.
Девочкам нужно подробно объяснить тему, привести примеры и проверить как они усвоили урок. Мальчикам же учителя сначала предлагают решить задачку самостоятельно, а уже потом обобщить, рассказать, как и почему так надо было действовать.

## Общественно-профессиональное признание

### Награды
- Почётный работник общего образования Российской Федерации,
- Значок «Отличнику здравоохранения» (СССР),
- Нагрудный знак «Изобретатель СССР»,
- 1 золотая (16.06.1987), 2 серебряные (31.03.1982; 23.11.1984) и 2 бронзовые медали ВДНХ СССР (20.10.1983; ?),
- Золотая медаль ВВЦ за разработку и внедрение здоровьеразвивающих технологий в образовательные учреждения России (23.10.2003),
- Почётная грамота Совета Федерации Федерального Собрания РФ (2007)
- Почётная грамота Государственной Думы Федерального Собрания РФ (2012).
- «Человек года» по версии «Учительской газеты» (2000),

### Участие в профессиональных сообществах
- академик Российской академии творческой педагогики;
- почётный профессор и член Международной академии общественных наук;
- советником министра образования Азербайджана;
- член Высшего Координационного Совета ООД «Российский Союз за здоровое развитие детей»;
- член Центрального совета Общероссийского движения «Образование — для всех».

### Монографии
- Зрение у детей. — Новосибирск: «Наука» СО, 1991.
- Школьный стресс и демографическая катастрофа России. — М., 2004.
- Здоровье и развитие ребёнка: экспресс контроль в школе и дома. — М.: «Аркти», 2005.
- Россия «по кончине тысячелетия»: дети и детство распинаемые на кресте. — М., 2008.
- Базарный В.Ф. Дитя человеческое. Психифизиология развития и регресса. — М., 2009. — 328 с.
- Школа возрождения или школа вырождения. — М.: «Самотека МИД», 2012.

### Статьи
Всего опубликовал более 100 научных статей в различных научных изданиях.
- Школа нездоровья (она может стать другой) // Безопасность : журнал. — 1997. — № 7—9 (39).
- От худого семени не жди доброго племени // Российская Федерация сегодня : журнал. — 2005. — № 14.
- Формула гармоничной личности // ВВП : журнал. — 2006.
- Почему гибнет родовое древо // Российская Федерация сегодня : журнал. — 2003. — № 12.
- Образование и наука не нужны? // Российская Федерация сегодня : журнал. — 2005. — № 4.
- «Быть хилым не модно!» // Российская Федерация сегодня : журнал. — 2005. — № 16.
- Каникулы закончились // Российская Федерация сегодня : журнал. — 2005. — № 18).
- Трагические последствия одной реформы // Российская Федерация сегодня : журнал. — 2006. — № 2.

### Методики
- Массовая первичная профилактика школьных форм патологии, или развивающие здоровье принципы конструирования учебно-познавательной деятельности в детских садах и школах. Методические рекомендации с правом переиздания местными органами здравоохранения. — Красноярск: Министерство здравоохранения РСФСР, 1989.
- Методики технологии «Сенсорной свободы и психомоторного раскрепощения», изданные по заказу и под рубрикой министерства образования РФ:
  - Нервно-психологическое утомление учащихся в традиционной школьной среде. — Сергиев Посад: Министерство образования РФ, 1995. — Т. I.
  - Программа экспресс диагностики динамики психосенсорного функционального и физического развития учащихся. — Сергиев Посад: Министерство образования РФ, 1995. — Т. II.
  - Методология и методика раскрепощения нейрофизиологической основы психического и физического развития учащихся в структурах учебного процесса. — Сергиев Посад: Министерство образования РФ, 1995. — Т. III.
  - Повышение эффективности становления психомоторных функций в процессе развития и обучения детей с помощью производственных ритмов телесных усилий. — Сергиев Посад: Загорская типография Московской области, 1996. — Т. IV. — 7,000 экз.
  - Раскрепощение духовно-психических потенциалов ребенка средствами художественно-образных экологически «чистых» прописей (методология, методика). — Сергиев Посад: Министерство образования РФ, 1996. — Т. VI.